# Osiedle Górne (Piła)
Górne – jedna z dziewięciu jednostek pomocniczych (osiedli) miasta Piły. Górne obejmuje zachodnią, mieszkaniowo-przemysłową część miasta, a jego granice przebiegają ulicami Wałecką, Fryderyka Chopina, Ceglaną i Pomorską na wschodzie, wzdłuż linii kolejowej nr 203 na południu, wzdłuż administracyjnej granicy miasta na zachodzie, wzdłuż Alei Wojska Polskiego i linii kolejowej nr 405 na północnym zachodzie oraz ponownie granicy miasta na północy. Osiedle graniczy z gminą Trzcianka, gminą Szydłowo oraz osiedlami: Gładyszewo, Koszyce, Śródmieście oraz Staszyce. Podobnie jak w przypadku pozostałych osiedli, w skład Górnego wchodzi kilka mniejszych tradycyjnych części miejscowości: Biedaszkowo, Kośno, Łęgi, Zdroje. Żywotność tych nazw jest zróżnicowana.
Budownictwo mieszkaniowe koncentruje się w południowowschodniej części osiedla i jest zróżnicowane – zabudowa wielorodzinna (najwyższe bloki mają po jedenaście pięter) skupia się w rejonie ulic Jana Kochanowskiego, Stanisława Wyszyńskiego i Medycznej, natomiast jednorodzinna po obu stronach ulicy Adama Mickiewicza. Mniejsze, nieco bardziej odizolowane założenia mieszkalne znajdują się także w rejonie ulicy Szarych Szeregów i na terenach zalesionych w zachodniej części obszaru. W północnej części Górnego znajduje się dawne lotnisko wojskowe oraz zamiejscowy oddział dydaktyczny Uniwersytetu im. Adama Mickiewicza z Poznania. Na południu Górnego można znaleźć Stadion Miejski, zabudowania dawnych Zakładów Naprawczych Lokomotyw Spalinowych, obecnie wykorzystywane przez różne podmioty gospodarcze, oraz pozostałości górki rozrządowej stacji towarowej Piła Główna. Rozrządową sekcję stacji zlikwidowano w  1991.
Komunikacyjną osią osiedla jest Aleja Wojska Polskiego, stanowiąca odcinek drogi wojewódzkiej nr 179 łączącej Piłę z drogą krajową nr 22. Na Górne dojeżdża także wiele linii Miejskiego Zakładu Komunikacji; część z nich kończy trasę na pętli w rejonie Placu Inwalidów, przy stadionie. Mimo że osiedle przecinają torowiska linii kolejowych nr 202 i 405, nie posiada ono własnego przystanku kolejowego. Budowę przystanku pod nazwą Piła Zdroje w ciągu linii nr 405, który miał powstać na wysokości przejazdu kolejowo-drogowego w ciągu Alei Wojska Polskiego, zarzucono po 1989 wraz z rezygnacją z planów dobudowy drugiego toru na tym odcinku.
Nazwa osiedla jest luźnym odniesieniem do przedwojennej nazwy Stadtberg („Góra Miejska”), która opisywała południowozachodnią część dzisiejszej jednostki pomocniczej.